# Lalla Aaziza
Lalla Aaziza (franska: Lalla Aaziza (CR), Lalla Aaziza (Commune Rurale), arabiska: ارحالن) är en kommun i Marocko.   Den ligger i provinsen Chichaoua och regionen Marrakech-Safi, i den centrala delen av landet, 400 km sydväst om huvudstaden Rabat. Antalet invånare är 7 781.